# Genussa aestuata
Genussa aestuata là một loài bướm đêm trong họ Geometridae.